# Toledo (ort i Argentina)
Toledo är en ort i Argentina. Den ligger i provinsen Córdoba, i den centrala delen av landet, 600 km nordväst om huvudstaden Buenos Aires. Toledo ligger 371 meter över havet och antalet invånare är 3 046.
Terrängen runt Toledo är platt, och sluttar brant österut. Närmaste större samhälle är Río Segundo, 14,3 km sydost om Toledo.
Trakten runt Toledo består till största delen av jordbruksmark. Runt Toledo är det ganska glesbefolkat, med 21 invånare per kvadratkilometer.